# X-akták – Szállj harcba a jövő ellen
Az X-akták – Szállj harcba a jövő ellen (eredeti cím: The X Files – Fight the Future) Rob Bowman filmrendező 1998-ban bemutatott amerikai sci-fi thrillere, a Fox Broadcasting Company népszerű televíziós sorozatának első mozifilm adaptációja David Duchovny és Gillian Anderson főszereplésével. Rob Bowman a második évadtól kezdve a televíziós sorozat epizódjainak körülbelül negyedét rendezte.
A film témájával inkább a sorozat un. „Mitológia” epizódjaihoz kapcsolódik, azaz az UFO összeesküvés, elrablások, kormányzati konspiráció, háttérhatalom kérdésköre körül forog. (A második mozifilm viszont „a hét szörnye” epizódokhoz kapcsolódik, amelyek leginkább az un. paranormális jelenségek eseteit dolgozzák fel.)

## Cselekmény
A poros észak-texasi sivatagi kisvárosban a helybéli gyerekek véletlenül egy barlangra bukkannak, amiben egykor őskori emberek egy földönkívüli lénnyel találkoztak és küzdöttek meg. Az egyik, barlangba zuhant fiú majd a kimentésére érkező négy tűzoltó megfertőződik a földönkívüli vírust tartalmazó Fekete Olajtól.
Scully és Mulder az X-akták lezárása után a terrorelhárításhoz áthelyezve, pár nappal később bombafenyegetés miatt egy dallasi kormányzati irodaház átvizsgálásában vesz részt. Az eredménytelen kutatás miatt eleinte telefonbetyárra gyanakodnak, de Muldernek az a bizarr ötlete támad, hogy a bomba egy másik kormányzati épületben lehet. A szomszédos épület bejárása után véletlenül bukkannak a negyed órára beállított időzített bombára. Az épületet kiürítik, és Darius Michaud (Terry O'Quinn), a terrorelhárítás szakértője mindenkinek parancsot ad a helyszín elhagyására. Majd a pokolgép előtt kivárja a robbanást. Ám az FBI vizsgálóbizottsága úgy tűnik, Mulderékat akarja elmarasztalni a történtekért. Közben a sajtóközlemények szerint Észak-Texasban egy elszigetelt Hanta-vírus járvány ütötte fel a fejét.
Muldert egy eddig ismeretlen informátor, Dr. Alvin Kurtzweil arról tájékoztatja, hogy a valódi célpont nem a kormányhivatalok irodái voltak, hanem a kórház blokk, a katasztrófavédelem elkülönítője, ahol a fertőzött gyereket és a tűzoltókat kezelték, hogy haláluk után eltüntessék a nyomokat. Kurtzweil később azt is elárulja, hogy a földönkívüli vírus már évmilliók óta jelen van a Földön. És hogy a Szövetségi Katasztrófavédelmi Ügynökség mögött a Szindikátus áll, akik egy járványos eseményt kihasználva vezetnének be rendkívüli állapotot és vennék át a hatalmat közvetlenül is az országban.
Közben a földalatti barlangban berendezett alkalmi laborban az itt őrzött negyedik tűzoldó testében a vírus mutációja folytán kifejlődik egy földönkívüli egyed, ami megöli a kutatás vezetőjét. A hírre a Szindikátus Londonban ülésezik, és az események kapcsán arra gondolnak, hogy a földönkívüliek, akikkel a kolonizációban megállapodtak, félrevezették őket. Nem ember-földönkívüli hibridfajt akarnak létrehozni és a Földre telepíteni az emberiséget elpusztító járvány után, hanem egyszerűen megszállni, földönkívüliekkel betelepíteni.
Mulderék felkeresik a sivatagi kisvárost, ahol a katasztrófavédelem emberei már minden nyomot eltüntettek. A helybéli gyerekek azonban jelzés nélküli, fehér tartálykocsikról mesélnek. Mulder és Scully ezek nyomába erednek, és mikor már-már feladnák a reménytelennek tűnő hajszát, egy tehervonat platóin látják meg a fehér tartálykocsikat. Megpróbálják utolérni a vonatot, de a sínek mellől eltávolodó kocsiúton egy sivatagi mezőgazdasági kutatási területre érkeznek hatalmas kukoricaföld közepén álló túlnyomásos, légtartásos buborékcsarnokhoz. Legnagyobb megdöbbenésükre valami méhek tömeges szaporítására
létrehozott komplexum. A kukoricaföldön helikopterek veszik üldözőbe őket.
Scullyt egy gallérja mögött elrejtőzött méh megcsípi, amitől súlyos allergiás rohamot kap. A kiérkező mentő sofőrje váratlanul fegyvert ránt, és lelövi Muldert és Scullyval ismeretlen helyre hajtanak. Mulder fejsebe csak felületi sérülés, de az őt szemmel tartó ismeretlenek elől csak Skinner és Byersék segítségével tud kiszökni a kórházból.
Az ápolt kezű férfi, a Szindikátus egyik tagja elfogatja és megöleti Kurtzweilt, Muldert pedig a kocsijába kényszeríti. Átadja neki annak a helynek a koordinátáit, ahol megtalálhatja Scullyt és egy szérumot, amivel megmentheti az életét. Majd miután Mulder eltávolodik, felrobban az autójával együtt.
Mulder a megadott koordináták alapján az Antarktiszon egy amerikai kutatóállomást talál. De kiderül, a föld alatt hatalmas kutató komplexum rejtőzik. A szerkezete és berendezései azonban földönkívüli technika benyomását keltik. Egyes folyosókon végig kétoldalt folyadékkal teli üvegtartályok benne idegenek, néhányban pedig emberek.
Mulder végignézi az álló üveghasábokban valamilyen folyadékba merülő lényeket, és nagy szerencséjükre az egyikben megtalálja Danát. Kiszabadítja és beadja neki a vakcinát, amire magához tér ugyan, de rögtön el is ájul. Így támogatja ki a legyengült nőt szellőzőaknákon keresztül, de Scully üvegtartályának feltörésére megszólaltak a riasztók, a tartályokban a lények szintén éledezni kezdenek, sőt kitörnek belőlük. A felszíni létesítmények munkatársai, köztük a Cigarettázó Férfi menekülőre fogják. Majd alighogy eltávolodnak, gőz csap fel és hatalmas terület kezd beomlani mögöttük, majd város méretű, hatalmas repülő csészealj emelkedik ki az üregből és repül el felettük, majd távolodik a látóhatáron túlra. Mindezt azonban az ismét öntudatát vesztett Scully nem látja.
Miközben az amerikai kukoricaföldet felégetik, a Cigarettázó Férfi Tunéziába érkezik egy teljesen hasonló sivatagi mezőgazdasági kutatóhelyre. Tájékoztatja Strugholdot és egy táviratot ad át neki, amely szerint az X-aktákat újra nyitották.

## Szereposztás
| Szerep                           | Színész             | Magyar hang      |
| -------------------------------- | ------------------- | ---------------- |
| Fox Mulder ügynök                | David Duchovny      | Rékasi Károly    |
| Mulder fiatalon                  | Marcus Turner       | N/A              |
| Dana Scully ügynök               | Gillian Anderson    | Náray Erika      |
| Dr. Alvin Kurtzweil              | Martin Landau       | Avar István      |
| Cassidy                          | Blythe Danner       | Hámori Ildikó    |
| Conrad Strughold                 | Armin Mueller-Stahl | Reviczky Gábor   |
| Walter Skinner igazgatóhelyettes | Mitch Pileggi       | Rosta Sándor     |
| Cigarettázó Férfi                | William B. Davis    | Cs. Németh Lajos |
| Az ápolt kezű férfi              | John Neville        | Versényi László  |
| Richard „Ringo” Langly           | Dean Haglund        | Holl Nándor      |
| John Fitzgerald Byers            | Bruce Harwood       | Galbenisz Tomasz |
| Melvin Frohike                   | Tom Braidwood       | N/A              |
| Ben Bronschweig                  | Jeffrey DeMunn      | Kőszegi Ákos     |
| FBI ügynök a bombánál            | Jason Beghe         | N/A              |
| Darius Michaud                   | Terry O’Quinn       | Kristóf Tibor    |
| Stevie                           | Lucas Black         | Bíró Attila      |
| Miles Cooles tűzoltóparancsnok   | Gary Grubbs         | Juhász György    |
| A Szindikátus tagjai             | Don S. Williams     | Bitskey Tibor    |
| A Szindikátus tagjai             | George Murdock      | N/A              |

## Címváltozatok
Mivel a televíziós sorozat epizódjai már korábban is megjelentek DVD-n is (még korábban egyes népszerű epizódok VHS kazettákon is), ezért lehetett szükség annak – néha már-már erőltetettnek tűnő – túlhangsúlyozására, hogy ez az alkotás mozifilm.
- X-akták: A film (a bemutató körül és azóta is gyakran így emlegetik annak ellenére, hogy azóta egy másik mozifilm is megjelent)
- X akták – A mozifilm – A jövő a tét! (1998-as DVD magyar címfelirata)
- X-akták: A jövő a tét (Ez így a kevésbé figyelmes érdeklődőnek esetleg valóban egyszerű epizódnak tűnhet. Ez egyébként Elizabeth Hand könyvének magyar címe is, aki regényét az eredeti forgatókönyv alapján írta.)

## Forgatási helyszínek
- Havas táj a film elején – Whistler, Brit Columbia, Kanada
- Dallas, Texas, Egyesült Államok
- Különféle külső városi jelenetek Dallasban, a szövetségi épületek és a robbantás helyszíne – Downtown, Los Angeles, Kalifornia, Egyesült Államok
- A felrobbantott épület külső és belső felvételei: Los Angeles Center Studios – 450 S. Bixel Street, Downtown, Los Angeles, Kalifornia, Egyesült Államok
- Casey's Bar – 613 S. Grand Avenue, Downtown, Los Angeles, Kalifornia, Egyesült Államok
- North Vancouver, Brit Columbia, Kanada
- Kurtzweil lakás belső – Mira Monte Apartments, Los Angeles, Kalifornia, Egyesült Államok
- Köz Kurtzweil háza mellett – 732 Normandie Ave, Los Angeles, Kalifornia, Egyesült Államok
- Somerset, Anglia
- Az ápolt kezű férfi háza, Somerset, Anglia – 380 South San Rafael Avenue, Pasadena, Kalifornia, Egyesült Államok
- Szoba belső a Szindikátus londoni találkozóján – Queen Alexandra's House, Kensington Gore, South Kensington, London, Anglia
- Royal Albert Hall, South Kensington, London, Anglia – A Szindikátus londoni találkozójának az utcai felvétel háttérében látszik digitális trükkel beillesztve
- New Westminster, Brit Columbia, Kanada
- Vancouver, Brit Columbia, Kanada
- Maple Ridge, Brit Columbia, Kanada
- Arcadia, Kalifornia, Egyesült Államok
- Canyon Country, Kalifornia, Egyesült Államok
- Long Beach, Kalifornia, Egyesült Államok
- Los Angeles County Arboretum & Botanic Garden – 301 N. Baldwin Avenue, Arcadia, Kalifornia, Egyesült Államok
- Pasadena, Kalifornia, Egyesült Államok
- Kórház – St. Mary's Hospital – 1050 Linden Avenue, Long Beach, Kalifornia, Egyesült Államok
- A  kukoricaföld – Bakersfield, Kalifornia, Egyesült Államok
- Vonat és kukoricaföld közeli felvételek – Soledad Canyon, Kalifornia, Egyesült Államok
- The Athenaeum, California Institute of Technology – 551 S Hill Ave, Pasadena, Kalifornia, Egyesült Államok
- London, Anglia
- California City, Kalifornia, Egyesült Államok
- Los Angeles, Kalifornia, Egyesült Államok
- Pleasantville, New Jersey, Egyesült Államok
- Santa Clarita, Kalifornia, Egyesült Államok
- Saugus, Kalifornia, Egyesült Államok
- Toms River, New Jersey, Egyesült Államok
- Washington, District of Columbia, Egyesült Államok
- Homok dűne – Glamis, Kalifornia, Egyesült Államok

## Érdekességek
- A filmet 1997. június 16-tól szeptember 20-ig forgatták.
- Az X-akták sorozathoz hasonlóan a mozifilmben is számtalan apró visszautalás villan be korábbi nagy sikerű filmekre. Az üdítő automatában talált bomba a Die Hard – Az élet mindig drága (Die Hard: With a Vengeance, vagy Die Hard 3) hasonló jelenetére, A függetlenség napja című film plakátja a sikátorban, a kukoricaföld  Alfred Hitchcock Észak-Északnyugat című filmjéből, az antarktiszi jelenet a repülő csészealjjal A dolog főleg az első, 1951-es első változatára (The Thing from Another World – A lény – egy másik világból). A tunéziai Foum Tataouine Csillagok háborúja (1979) utalásnak tűnik. A film Luke bolygóján, a Tatuinon játszódó jeleneteinek többségét Tunéziában vették fel. Mulder kedvenc kocsmája, a Casey's Bar feltűnik a Tíz elveszett év (The Deep End of the Ocean, 1999, rendezte: Ulu Grosbard) és a Jó estét, jó szerencsét! (Good Night, and Good Luck, 2005, rendezte: George Clooney) című filmekben is.

A dallasi merénylet a helyszínen keresztül halvány utalás a Kennedy elnök elleni merényletre, ami a sorozatra is jellemző hasonlóan apró, elszórt néha konkrét utalások formájában. A robbantás következményei viszont az Oklahoma Cityben az Alfred P. Murrah Szövetségi Épület ellen történt terrortámadásra emlékeztetnek, három évvel korábbról.
- A Gemkapocs hadművelet keretében valóban dolgozott az Egyesült Államokban egy Hubertus Strughold nevű náci háborús bűnös orvos. Conrad Strughold, az Armin Mueller-Stahl alakította karakter inkább a sorozat harmadik évadának (1995–1996) második epizódjában (Gemkapocs-akció – Paper Clip) emlegetett férfi fia lehetne.
- Amerika a hiányzó leletek szerint az őskőkorban, 37 000 ezer évvel ezelőtt emberek által nem lakott kontinens volt. Az első emberek csupán az őskőkor vége felé, 15 000 évvel évvel ezelőtt jelentek meg a kontinensen.

## Filmzene
A film zenéje Mark Snow: The X-Files: Fight the Future [Original Motion Picture Score]  címmel jelent meg CD-n 1998. június 2-án. AllMusicon közzétett tetszési pontszáma 4,5 (a lehetséges 5-ből).
A számok szerzője és előadója Mark Snow:
1. Threnody in X (3:13)
2. B.C. Blood (2:26)
3. Goop (4:17)
4. Soda Pop (4:45)
5. Already Dead (1:42)
6. Cave Base (1:31)
7. Remnants (2:10)
8. Fossil Swings (0:58)
9. Plague (3:22)
10. Goodbye Bronschweig (2:40)
11. A Call to Arms (0:57)
12. Crossroads (2:17)
13. Corn Hives (3:04)
14. Corn Copters (2:35)
15. Out of Luck (1:00)
16. 1Stung Kissing/Cargo Hold (4:11)
17. Come and Gone (5:27)
18. Trust No One (2:51)
19. Ice Base (1:33)
20. Mind Games (3:52)
21. Nightmare (2:44)
22. Pod Monster Suite (5:21)
23. Facts (2:35)
24. Crater Hug (2:05)

Teljes játékidőː 67:36
Ezzel párhuzamosan megtévesztően hasonló borítóval és alcímként a film feltüntetésével (Fight the Future) megjelent egy válogatás különböző szerzőktől és előadóktól The X-Files: The Album [Original Soundtrack] címen is.

## Könyv
- Elizabeth Hand: X-akták – A jövő a tét, InterCom, 1998, fordította: Tóth Tamás, ISBN 9638370254 (Regény az eredeti forgatókönyv alapján)